# 갈색고함원숭이
갈색고함원숭이(Alouatta guariba)는 신세계원숭이에 속하는 고함원숭이의 일종이다. 아르헨티나와 브라질에 분포한다. 2 마리에서 11 마리까지 무리를 지어 생활한다.

## 아종
2종의 아종이 있다.
- 북부갈색고함원숭이 (A. g. guariba, Humboldt, 1812), 멸종위급종으로 기록.
- 남부갈색고함원숭이](A. g. clamitans Cabrera, 1940).